# Jean-François Aupied
Jean-François Aupied est un comédien et metteur en scène français.

## Biographie
Jean-François Aupied fait ses débuts au théâtre au conservatoire d'art dramatique de son quartier.
Repéré à la radio, Jean-François découvre et s'initie dans le domaine du doublage.
Spécialisé dans ce domaine, il est entre autres la voix française régulière de Steven Seagal, Dean Norris et Charles Malik Whitfield (en), mais aussi depuis 1989, la voix de Paul Williams (Doug Davidson) dans Les Feux de l'amour ainsi qu'une des voix de Brent Sexton, Christian Clemenson, Donal Logue, Enrico Colantoni et Timothy Hutton.

## Théâtre
- 1979 : La Tempête de William Shakespeare, mise en scène de Patrick Baty, Festival Off d'Avignon (Avignon)
- 1983 : La Colonie pénitentiaire de Frantz Kalfa, mise en scène de Farid Paya, théâtre du Lierre (Paris)
- 1983 : George Dandin ou le Mari confondu de Molière
- 1999 : L'Inconnue de la Seine de Ödön von Horváth, mise en scène de Christian Peythieu, Lavoir moderne parisien (Paris)
- 2010-2011 : Dix Petits Nègres, d'Agatha Christie, mise en scène d'Ivana Coppola, Carré Bellefeuille
- 2013 : Le Mariage de Figaro de Beaumarchais, mise en scène de Jean-Hervé Appéré, centre culturel Max Juclier (Villeneuve-la-Garenne)

### Metteur en scène
- 1975 : La Corde d'Eugene O'Neill, mise en scène de lui-même, théâtre Montansier (Versailles)

## Doublage
Sources : RS Doublage, Doublage Séries Database, Planète Jeunesse et Anime News Network et crédits de fin.

### Cinéma

#### Films
- Steven Seagal dans (35 films) :
  - Piège en haute mer (1992) : Casey Ryback
  - Terrain miné (1994) : Forrest Taft
  - Piège à grande vitesse (1995) : Casey Ryback
  - Ultime décision (1996) : le colonel Austin Travis
  - L'Ombre blanche (1996) : le lieutenant Jack Cole
  - Menace toxique (1997) : Jack Taggart
  - Hors limites (2001) : Orin Boyd
  - Explosion imminente (2001) : Frank Glass
  - Un aller pour l'enfer (2003) : Jake Hopper
  - Ultime Vengeance (2003) : le professeur Robert Burns
  - Le Protecteur (2004) : William Lansing
  - Double Riposte (2005) : Harlan Banks
  - Piège au soleil levant (2005) : Travis Hunter
  - Black Dawn (2005) : Jonathan Cold
  - Mercenary (2006) : John Seeger
  - L'Affaire CIA (2006) : Jack Foster
  - Attack Force (2006) : le marshall Lawson
  - Vol d'enfer (2007) : John Sands
  - Urban Justice (2007) : Simon Ballister
  - Jeu fatal (2008) : Matt Conlin
  - News Movie (2008) : Cock Puncher (caméo)
  - Traque sans merci (2008) : Jacob King
  - Against the Dark (2009) : le commandant Tao
  - A Dangerous Man (2009) : Shane Daniels
  - Rendez-vous en enfer (2010) : Robert « Bobby » Samuels
  - Maximum Conviction (2012) : Cross
  - Force of Execution (2013) : Alexander Coates
  - Pokers (2014) : Paulie Trunks
  - A Good Man (2014) : Alexander
  - Absolution (en) (2015) : John Alexander
  - Cartels (2016) : John Harrison
  - Sniper Special Ops (en) (2016) : Jake Chandler
  - Code of Honor (en) (2016) : le colonel Robert Sikes
  - End of a Gun (en) (2016) : Decker
  - Contract to Kill (en) (2016) : John Harmon

- Dean Norris dans (12 films) :
  - Comment savoir (2010) : Tom
  - Suspect (2013) : le sergent Lyle Haugsven
  - Men, Women and Children (2014) : Kent Mooney
  - Aux yeux de tous (2015) : Bumpy Willis
  - The Book of Henry (2017) : Glenn Sickleman
  - Combat de profs (2017) : Richard Tyler, directeur de l'école
  - Death Wish (2018) : Inspecteur Rains
  - Opération Beyrouth (2018) : Donald Gaines
  - Le Coup du siècle (2019) : Howard Bacon
  - Carry-On (2024) : Phil Sarkowski
  - Messagères de guerre (2024) : le général Halt
  - Un week-end en enfer (2025) : Cliff

- Clark Gregg dans (5 films) :
  - In the Land of Women (2007) : Nelson Hardwicke
  - Last Days of Summer (2013) : Gerald
  - Spinning Man (2018) : Paul
  - Moxie (2021) : John
  - Thelma (2024) : Alan

- John Carroll Lynch dans (5 films) :
  - Paul (2011) : Moses Buggs
  - The Invitation (2015) : Pruitt
  - Shangri-La Suite (2016) : le colonel
  - The Highwaymen (2019) : Lee Simmons
  - Les Sept de Chicago (2020) : David Dellinger

- Larry Miller dans : 
  - Kiss Kiss Bang Bang (2005) : Dabney Shaw
  - Happy New Year (2011) : Harley
  - Seconde Chance (2018) : Weiskopf

- James DuMont (pt) dans :
  - Le Chaperon (2011) : Stanley
  - The Banker (2020) : le sénateur McClellan
  - Safety (2020) : Mike Ferro

- Matt Walsh dans : 
  - The Darkness (2016) : Gary Carter
  - Brigsby Bear (2017) : Greg Pope
  - Une drôle de fin (2018) : Matty Simmons

- Ed O'Neill dans :
  - Wayne's World (1992) : Glen
  - Wayne's World 2 (1994) : Glen

- Paul Ben-Victor dans :
  - Préjudice (1998) : Bobby Pasqueriella
  - Vol à haut risque (2025) : Coleridge

- J. K. Simmons dans :
  - Un automne à New York (2000) : Tom Grandy
  - Jennifer's Body (2009) : M. Wroblewski

- Hector Elizondo dans :
  - Princesse malgré elle (2001) : Joseph
  - Un mariage de princesse (2004) : Joseph

- Ralph Brown dans :
  - Dominion: Prequel to the Exorcist (2005) : le sergent major
  - The Deadly Game (en) (2013) : McDeer

- Jason Douglas dans :
  - Jack Reacher: Never Go Back (2016) : le shérif
  - L'Épreuve du feu (2018) : John H. Jackson

- Will Sasso dans :
  - Killing Hasselhoff (2017) : Wasserstein
  - Jeu dangereux : Héritage meurtrier (it) (2022) : Alec Betts

- Mark Lewis Jones dans :
  - L'Art du mensonge (2019) : Bryn
  - Rebecca (2020) : l'inspecteur Welch

- Enrico Colantoni dans :
  - L'Extraordinaire Mr. Rogers (2019) : Bill Isler
  - Feel the Beat (2020) : Frank

- Gary Basaraba dans :
  - The Irishman (2019) : Frank « Fitz » Fitzsimmons
  - Killers of the Flower Moon (2023) : William « Bill » J. Burns

- Clifton Collins Jr. dans :
  - Nightmare Alley (2021) : Funhouse Jack
  - My Dear F***ing Prince (2023) : Oscar Diaz

- 1987 : Les Barbarians : Kutchek (Peter Paul)
- 1993 : True Romance : Boris (Eric Allan Kramer)
- 1994 : True Lies : Albert Gibson (Tom Arnold)
- 1994 : À chacun sa guerre : un homme [Qui ?] et Nixon [Qui ?]
- 1995 : Strange Days : Burton Steckler (Vincent D'Onofrio)
- 1995 : Jade : Matt Gavin (Chazz Palminteri)
- 1995 : Bad Boys : l'inspecteur Sanchez (Nestor Serrano)
- 1996 : Darkman 3 : Nico (Nigel Bennett)
- 1996 : Fantômes contre fantômes : Dr Kamins (Ken Blackburn (en))
- 1997 : U-Turn : Boyd (Brent Briscoe)
- 1998 : La Fiancée de Chucky : Warren Kincaid, le chef de la police (John Ritter)
- 1998 : Casper et Wendy : Jules (Richard Moll)
- 1998 : Négociateur : l'inspecteur Terrence Niebaum (J. T. Walsh)
- 1998 : Ronin : Gregor (Stellan Skarsgård)
- 1998 : Armageddon : Walter Clark (Chris Ellis)
- 1998 : Ma meilleure ennemie : un directeur de la publicité (Sal Mistretta (it))
- 1999 : U.S. Marshals : le shérif Poe (Tracy Letts)
- 2000 : Chez les heureux du monde : Sim Rosedale (Anthony LaPaglia)
- 2000 : Destination finale : l'agent Weine (Daniel Roebuck)
- 2000 : Morceaux choisis : l'officier Alfonso (Lou Diamond Phillips)
- 2001 : Chevalier : Roland (Mark Addy)
- 2003 : Lost Junction (en) : M. Thompson (Norm Berketa (en))
- 2003 : Disparitions : Silvio Ayala (Rubén Blades)
- 2004 : Un Noël de folie ! : l'officier Salino (Cheech Marin)
- 2004 : La Grande Arnaque : Ned Coleman (Andrew Wilson)
- 2005 : Syriana : Mussawi (Mark Strong)
- 2005 : Little Manhattan : Ralph (Willie Garson)
- 2005 : Miss FBI : Divinement armée : Karl Steele (Nick Offerman)
- 2005 : De l'ombre à la lumière : voix additionnelles
- 2005 : American Pie Présente : String Academy : le père de Tracy (Stuart Clow)
- 2006 : Antartica, prisonniers du froid : Dr Andy Harrison (Gerard Plunkett)
- 2006 : We Are Marshall : le coach Rick Tolley (Robert Patrick)
- 2006[5] : Zombies : Walter (Michael McCoy)
- 2007 : Quand Chuck rencontre Larry : Larry Valentine (Kevin James)
- 2007 : Saw 4 : Ivan Landsness (Marty Adams (en))
- 2008 : Max Payne : Alex Balder (Donal Logue)
- 2008 : Swing Vote : La Voix du cœur : Walter (Judge Reinhold)
- 2008 : Génération Perdue 2 : Edgar Frog (Corey Feldman)
- 2009 : Bad Lieutenant : Escale à La Nouvelle-Orléans : Hurley (Tony Bentley)
- 2010 : We Want Sex Equality : Albert Passingham (Bob Hoskins)
- 2011 : Super 8 : ? (?)
- 2013 : Red 2 : le directeur général des renseignements militaires (Titus Welliver)
- 2013 : Capitaine Phillips : voix additionnelles
- 2014 : Bad Country : Billings (Dane Rhodes)
- 2014 : Not Safe for Work : Alan Emmerich (Christian Clemenson)
- 2014 : Entre deux mondes : Oberst Haar (Burghart Klaußner)
- 2014 : The Amazing Spider-Man : Le Destin d'un héros : ? ( ? )
- 2014 : Témoin gênant : Alan Emmerich (Christian Clemenson)
- 2015 : Manuel de survie à l'apocalypse zombie : le chef des scouts Rogers (David Koechner)
- 2016 : Star Trek : Sans limites : le commandant Finnegan (Greg Grunberg)
- 2016 : Jeu trouble : Rezart (Michael Kopsa (en))
- 2016 : Nos pires voisins 2 : le père de Shelby (Kelsey Grammer)
- 2016 : La Cinquième Vague : ? (?)
- 2016 : Money Monster : Jim (Jim Warden)
- 2016 : Dernier train pour Busan : Yong-seok (Kim Ee-seong)
- 2016 : USS Indianapolis: Men of Courage : le commandant Cavanaugh (Timothy Patrick Cavanaugh)
- 2017 : The Foreigner : l'inspecteur Donal Greig (Stuart Graham (en))
- 2017 : Noël à Snow Falls (en) : Jim Langford (Neil Crone (en))
- 2017 : The Adventurers : ? (?)
- 2017 : Dead in Tombstone: Le Pacte du Diable : le shérif Judkins (Joe Norman Shaw)
- 2017 : XXX: Reactivated : ? (?)
- 2018 : Le Grand Jeu : l'agent Delarosa (Duane Murray)
- 2018 : A Star Is Born : Wolfe (Michael J. Harney)
- 2018 : Crazy Rich Asians : Reginald Ormsby (Daniel Jenkins (en))
- 2018 : Destroyer : l'inspecteur Kudra (Colby French)
- 2019 : Avengers: Endgame : ? (?)
- 2019 : Falling Inn Love : Norman (William Walker)
- 2019 : Dolemite Is My Name : Lawrence Woolner (Bob Odenkirk)
- 2019 : Brexit: The Uncivil War : Andrew Cooper (Gavin Spokes) (version Dubbing Brothers)
- 2019 : Mary : Jay (Douglas Urbanski)
- 2019[6] : Synchronic : l'officier Jacobs (Carl Palmer)
- 2020 : Hubie Halloween : le père Dave (Michael Chiklis)
- 2020 : The Secrets We Keep : l'officier Brouwer (David Maldonado)
- 2020 : Exil : M. Koch (Uwe Preuss (de))
- 2021 : Personne ne sort d'ici vivant : Red (Marc Menchaca)
- 2021 : Killer Game : M. Sandford (William MacDonald)
- 2021 : Coda : Tony Salgado (John Fiore)
- 2021 : Clifford : Alonso (Paul Rodriguez)
- 2021 : Rancune (tr) : Cevat (Ahmet Mümtaz Taylan (tr))
- 2022 : Jerry and Marge Go Large : Steve (Larry Wilmore)
- 2022 : Emancipation : le sénateur John Lyons (Jayson Warner Smith)
- 2022 : Une nuit à la maternelle (it) : Tadeusz Pucz (Zbigniew Zamachowski)
- 2022 : Sortie de piste (sv) : Janne, le chauffeur de taxi (Leif Andrée)
- 2022 : Emmett Till : le shérif Strider (Brendan Patrick Connor)
- 2022 : Silverton Siege : Johan Langerman (Arnold Vosloo)
- 2022 : Troll : le général Sverre Lunde (Dennis Storhøi)
- 2023 : Totally Killer : Norm Dubasage (Fred Henderson)
- 2023 : Robots : Ted Cameron (David Grant Wright)
- 2023 : Bonjour l'esprit de Noël ! : le père Noël de l'atelier (Paul Kiernan)
- 2023 : Paysage à la main invisible (en) : M. Stanley (John Newberg)
- 2024 : Irish Wish : Murphy (Tim Landers)
- 2024 : Brothers : M. Swofford (Matt Lewis)
- 2024 : Ses trois filles : Vincent (Jay O. Sanders)
- 2025 : The Alto Knights : George Wolf (Matt Servitto)

#### Films d'animation
- 1989 : Astérix et le Coup du menhir : voix additionnelles
- 2001 : Le Voyage de Chihiro : Akio Ogino (le père de Chihiro)
- 2003 : Le Monde de Nemo : Robert
- 2005 : Madagascar : voix additionnelles
- 2007 : The Invincible Iron Man : l'agent Drake
- 2007 : Bienvenue chez les Robinson : Coach
- 2008 : Madagascar 2 : Joe
- 2009 : WALL-E : John
- 2009 : Là-haut : Tom
- 2016 : Jour de neige : voix additionnelles
- 2020 : Joyeux Halloween, Scooby-Doo! : l'agent Malarkey
- 2023 : Élémentaire : Flarry

### Télévision

#### Téléfilms
- William MacDonald dans :
  - Betraying Reason (2003) : Hoop
  - Le Souvenir d'un frère (2005) : Arthur Stowell
  - New York Volcano (2006) : le directeur du site
  - L'Enfer de glace (2006) : Dempsy
  - Au rythme de mon cœur (2006) : l'inspecteur Phil Mackey
  - La Boutique des secrets : Une photo compromettante (2018) : Scott Brady
  - Les fabuleux miracles de Noël (2021) : John Fellman

- Vito Rezza dans :
  - Jesse Stone : Une ville trop tranquille (2006) : Anthony D'Angelo
  - Jesse Stone : Meurtre à Paradise (2006) : Anthony D'Angelo
  - Jesse Stone : L'Empreinte du Passé (2007) : Anthony D'Angelo
  - Jesse Stone : Le Bénéfice du doute (2012) : Anthony D'Angelo

- Neil Crone (en) dans :
  - Un amour de patineuse (2017) : Dave Shelton
  - Ce qu'il faut savoir sur l'amour (2022) : Milton
  - Coup de foudre à l'hôtel de Noël (en) (2022) : Milton

- Bernhard Schütz (de) dans :
  - L'Affaire Marianne Voss (de) (2024) : Ralf Wagner
  - Les Empoisonneurs (2025) : Thomas Claudius

- 2003 : Pancho Villa : William Benton (Anthony Stewart Head)
- 2005 : Meurtre au Présidio : le major Dawson (Daniel Roebuck)
- 2007 : Les Deux Visages de Christie : Richard Colton (James McGowan)
- 2009 : Des mains en or : Dr Udvarhelyi (Yasen Peyankov)
- 2010 : Le Courage d'une enfant : Tony (Daniel Knight)
- 2012 : L'Agence Cupidon : Rick (Roark Critchlow)
- 2014 : Le Mariage de ses rêves : Richard Blackwell (Gerard Plunkett)
- 2015 : Le scandale des baby-sitters : Walker (Jeff L. Williams)
- 2017[n 1] : The Saint : l'inspecteur Garces (Greg Grunberg)
- 2017 : Noël dans tes bras : Stuart McGuire (Richard Karn)
- 2019 : Un baiser pour Noël : M. Porter (Ritchie Montgomery)
- 2020 : Un ange gardien pour Noël : Warren (Jon Stafford)
- 2023 : Mon faucon (de) : Hermann Ehrenberg (Jörg Gudzuhn (de))
- 2023 : Le Secret de l'île : le shérif Joe (Carlos Guerrero)
- 2023 : Un Noël à sauver : Walt Caprio (Darrin Baker)

#### Séries télévisées
- Dean Norris dans (25 séries) :
  - Urgences (1998) : Clark (saison 5, épisode 3)
  - Grey's Anatomy (2007) : Vince (saison 3, épisodes 15 et 16)
  - The Unit : Commando d'élite (2007) : Marsh (saison 3, épisode 1)
  - Breaking Bad (2008-2013) : Hank Schrader (61 épisodes)
  - Esprits criminels (2010) : l'inspecteur John Barton (saison 5, épisode 20)
  - Médium (2010) : Paul Scanlon (3 épisodes)
  - Chase (2010) : le shérif Keagan (épisode 7)
  - The Glades (2010) : Michael Nelson (saison 1, épisode 6)
  - Lie to Me (2010) : Dawkins (saison 2, épisode 21)
  - Les Experts (2011) : Phil Baker (saison 11)
  - Off the Map : Urgences au bout du monde (2011) : Morris (épisode 8)
  - Facing Kate (2011) : le coach Gardner (saison 1, épisode 3)
  - The Defenders (2011) : Donnie (épisode 13)
  - Castle (2011) : le capitaine Peterson (saison 4, épisode 7)
  - The Whole Truth (2012) : Mike Taylor (épisode 8)
  - Body of Proof (2012) : l'agent spécial Brendan Johnson (saison 2, épisodes 18 et 19)
  - Under the Dome (2013-2015) : James « Big Jim » Rennie (39 épisodes)
  - The Big Bang Theory (2016-2017) : le colonel Richard Williams (6 épisodes)
  - Scandal (2017-2018) : Fenton Glackland (saison 7)
  - Claws (2017-2022) : Clay « Oncle Daddy » Husser (40 épisodes)
  - The Act (2019) : Russ (mini-série)
  - Better Call Saul (2020) : Hank Schrader (saison 5, épisodes 3 et 4)
  - Larry et son nombril (2024) : le juge Whittaker (saison 12, épisode 10)
  - Ghosts : Fantômes à la maison (2024) : Frank (saison 4, épisodes 1 et 2)
  - New York, crime organisé (depuis 2024) : Randall Stabler

- Charles Malik Whitfield (en) dans (10 séries) :
  - Le Protecteur (2001-2003) : James Mooney (45 épisodes)
  - Supernatural (2007-2008) : l'agent du FBI Victor Henriksen (4 épisodes)
  - Private Practice (2009) : Ty (saison 3, épisode 4)
  - Ghost Whisperer (2009) : l'officier Douglas Ramsey (saison 5, épisode 10)
  - New York, unité spéciale (2013) : Brass (saison 14, épisode 16)
  - Un flic d'exception (2013) : Darrell Reed (épisode 11)
  - Sleepy Hollow (2013) : Parsons (saison 1, épisode 5)
  - Scorpion (2014) : Dan Heather (saison 1, épisode 12)
  - Empire (2015-2018) : le révérend L. C. Price (6 épisodes)
  - Blue Bloods (2017) : le chef-adjoint Devin Jones (saison 8, épisode 8)

- Brent Sexton dans (10 séries) :
  - Life (2007-2009) : l'officier Robert « Bobby » Stark (22 épisodes)
  - Lie to Me (2010) : Thomas Fletcher (saison 3, épisode 2)
  - The Killing (2011-2012) : Stanley « Stan » Larsen (26 épisodes)
  - Ironside (2013) : Gary Stanton (9 épisodes)
  - Harry Bosch (2016) : Carl Nash (saison 2)
  - Hawaii 5-0 (2016) : Marvin Osweiler / Kyle Kane (saison 7, épisode 5)
  - Unbelievable (2019) : Al (mini-série)
  - Chicago Police Department (2020) : le sergent Kenny Nolan (3 épisodes)
  - Hacks (2021) : Michael #1[n 2] (saison 1, épisode 3)
  - Tracker (2024-2025) : Keaton (saison 2)

- Donal Logue dans (9 séries) :
  - Parents à tout prix (2001-2005) : Sean Finnerty (91 épisodes)
  - Monk (2007) : Gully (saison 6, épisode 9)
  - Terriers (2010) : Hank Dolworth (13 épisodes)
  - Gotham (2014-2019) : l'inspecteur Harvey Bullock (100 épisodes)
  - Stumptown (2019-2020) : Arthur Banks (épisodes 3 et 4)
  - Departure (2021) : le shérif McCullough (6 épisodes)
  - What We Do in the Shadows (2021) : Donal Logue (saison 3, épisodes 9 et 10)
  - The Equalizer (2022-2024) : Colton Fisk (9 épisodes)
  - Duster (2025) : le sergent Wesson Groomes

- Christian Clemenson dans (8 séries) :
  - Numb3rs (2005) : Henry Korfelt (saison 2, épisode 5)
  - Boston Justice (2005-2008) : Gerald « Jerry » Espenson (50 épisodes)
  - Preuve à l'appui (2006) : Frère Edward Klausner (saison 5, épisode 19)
  - NCIS : Enquêtes spéciales (2009) : Perry Sterling (saison 6, épisode 20)
  - Mentalist (2009) : Dr Roy Carmen (saison 2, épisodes 2 et 3)
  - Grey's Anatomy (2010) : Ivan Fink (saison 7, épisode 4)
  - La Loi selon Harry (2012) : Sam Berman (5 épisodes)
  - Julia (en) (2022-2023) : James Beard (saison 1, épisode 5 et saison 2, épisode 2)

- Chris Bauer dans (7 séries) :
  - Sur écoute (2003) : Frank Sobotka (saison 2)
  - Esprits criminels (2005) : Ted Bryar (saison 1, épisode 9)
  - Numb3rs (2007-2008) : Ray Galuski (saison 4, épisodes 3 et 11)
  - The Good Wife (2009) : James McCloon (saison 1, épisode 4)
  - Unforgettable (2011) : Dennis Halsey (saison 1, épisode 4)
  - Elementary (2013) : l'inspecteur Gerry Coventry (saison 2, épisode 9)
  - New York, unité spéciale (2017) : le sergent Tom Cole (saison 18, épisode 7)

- Michael Gaston dans (7 séries) :
  - JAG (2004) : le colonel Lewis Atwater (saison 10, épisode 5)
  - Treadstone (2019) : Dan Levine (8 épisodes)
  - New York, unité spéciale (2020) : Gary Wald (saison 21, épisode 12)
  - The Good Lord Bird (2020) : le maire Fontaine Beckham (mini-série)
  - Five Days at Memorial (2022) : Arthur « Butch » Schafer (mini-série)
  - Anatomie d'un divorce (2022) : Dr Donald Bartuck (mini-série)
  - Daredevil: Born Again (2025) : le commissaire Gallo

- Will Sasso dans (7 séries) :
  - Pour le meilleur et le pire (2006-2007) : Russ (saison 1, épisodes 5 et 11)
  - About a Boy (2014) : Lou (saison 1, épisode 5)
  - Anger Management (2014) : Jimmy (saison 2, épisode 72)
  - Modern Family (2014-2017) : Señor Kaplan (3 épisodes)
  - Motive (2016) : Hank Novak (saison 4, épisode 4)
  - Grey's Anatomy (2018-2019) : Jed (saison 15, épisodes 8 et 9)
  - Mom (2019-2021) : Andy Pepper (12 épisodes)

- Michael J. Harney dans (6 séries) :
  - New York Police Blues (1998-1999) : Mike Roberts (3e voix, saison 6)
  - Suits : Avocats sur mesure (2015) : Joe Henderson (saison 4, épisodes 14 et 15)
  - Projet Blue Book (2019-2020) : le général Hugh Valentine (17 épisodes)
  - Doom Patrol (2020-2021) : RJ Steele (saison 2, épisode 1 et saison 3, épisode 3)
  - Invasion : Patrick Mitchell (saison 1)
  - Interior Chinatown (2024) : le chef Walden

- Michael Patrick McGill (en) dans (6 séries) :
  - Shameless (2011-2021) : Tommy (91 épisodes)
  - Perception (2013) : Dave Richards (saison 2, épisode 5)
  - Mon oncle Charlie (2015) : Joseph (saison 12, épisode 13)
  - Pure Genius (2017) : Jim Coleman (épisode 10)
  - Grey's Anatomy (2020) : Bob Corson (saison 17, épisode 6)
  - The Rookie : Le Flic de Los Angeles (2022) : Harvey (saison 4, épisode 11)

- Matt Servitto dans (6 séries) :
  - Banshee (2013-2016) : le shérif-adjoint Brock Lotus (38 épisodes)
  - NCIS : Nouvelle-Orléans (2017-2018) : le capitaine Estes (6 épisodes)
  - Billions (2017-2023) : Bob Sweeney (14 épisodes)
  - Homeland (2018) : l'agent Maslin (saison 7)
  - Bull (2018) : le marshall Hitchcock (saison 3, épisode 1)
  - Prodigal Son (2019) : le Père Leo (saison 1, épisode 8)

- John Carroll Lynch dans (5 séries) :
  - American Horror Story (2014-2019) : Twisty le clown (saisons 4 et 7), John Wayne Gacy (saison 5, épisodes 4 et 12) et Benjamin Richter / M. Grelots (saison 9)
  - The Americans (2014) : Fred (saison 2)
  - Big Sky (2020-2022) : Rick Legarski / Wolfgang Legarski (22 épisodes)
  - American Horror Stories (2021) : Larry Bitterman (saison 1, épisode 3)
  - Gaslit (2022) : L. Patrick Gray (mini-série)

- Roark Critchlow dans (4 séries) :
  - Des jours et des vies (1994-2010) : Dr Mike Horton (631 épisodes)
  - V (2009-2011) : Paul Kendrick (15 épisodes)
  - Drop Dead Diva (2012) : Anton Horn (saison 4, épisode 1)
  - Tin Star (en) (2017) : l'inspecteur Benoit Lehane (saison 1)

- Fredric Lehne dans (4 séries) :
  - Boomtown (2002) : Reggie Flood (saison 1, épisode 7)
  - Mr. Mercedes (2018) : l'inspecteur Daniel Marks (saison 2, épisodes 9 et 10)
  - The Rookie: Feds (2023) : Jack Twohey (saison 1, épisode 22)
  - Zero Day (2025) : Robert « Bob » Schreier (mini-série)

- Titus Welliver dans (4 séries) :
  - Deadwood (2004-2006) : Silas Adams (27 épisodes)
  - Prison Break (2008) : Scott (saison 4, épisodes 15 et 16)
  - Sons of Anarchy (2009-2010) : James « Jimmy » O'Phelan (12 épisodes)
  - Mentalist (2014) : Michael Ridley (saison 6, épisodes 19 et 21)

- Enrico Colantoni dans (4 séries) :
  - Brothers and Sisters (2008) : Evan (saison 2, épisode 12)
  - Les Voyageurs du temps (2017) : Vincent Ingram (saison 2)
  - Madam Secretary (2017) : Jim (saison 3, épisode 17)
  - English Teacher (2024) : le proviseur Grant Moretti

- Robert Curtis Brown dans (4 séries) :
  - L'Arme fatale (2017) : Walter Hancock (saison 1, épisode 16)
  - The Handmaid's Tale : La Servante écarlate (2017-2018) : Andrew Pryce (6 épisodes)
  - Dear White People (2018-2019) : William White (3 épisodes)
  - Eux (2024) : Dr Gaines (saison 2, épisode 4)

- Michael McGrady (en) dans (4 séries) :
  - Training Day (2017) : Sam O'Keefe (épisode 8)
  - Chicago Police Department (2018) : James Osha (saison 5)
  - FBI (2019) : Tom Brennan (saison 2, épisode 5)
  - S.W.A.T. (2022) : l'agent Phil Kaminski (saison 5, épisode 13)

- Jay O. Sanders dans (4 séries) :
  - Sneaky Pete (2017-2019) : Sam (15 épisodes)
  - Chicago Med (2018) : le révérend Cray (saison 3, épisode 10)
  - The Sinner (2018) : le chef Tom Lidell (saison 2)
  - Manhunt (2020) : Jack Bryant (saison 2)

- William MacDonald dans (4 séries) :
  - Good Doctor (2018-2019) : Bob Cravens (saison 2, épisodes 10 et 11)
  - Flash (2020) : Gene Huskk (saison 6, épisode 10)
  - Upload (2020) : le révérend Payfort (saison 1, épisode 3)
  - Tracker (2024) : le shérif Gale

- Michael Rispoli dans :
  - Ryan Caulfield (1999) : l'officier Vincent Susser (9 épisodes)
  - Those Who Kill (2014) : l'inspecteur Don Wilkie (8 épisodes)
  - Chicago Justice (2017) : John Beckett (épisode 6)

- Clark Gregg dans :
  - Old Christine (2006-2010) : Richard Campbell (88 épisodes)
  - Florida Man (2023) : le shérif John Ketcher (mini-série)
  - Murderbot : Journal d'un AssaSynth (2025) : le lieutenant (mini-série)

- Timothy Hutton dans :
  - Leverage (2008-2012) : Nathan « Nate » Ford (77 épisodes)
  - American Crime (2015-2017) : Russ Skokie / le coach Dan Sullivan / Nicholas Coates (26 épisodes)
  - Murder (2018-2019) : Emmett Crawford (15 épisodes)

- Patrick McKenna dans :
  - Les Enquêtes de Murdoch (2010-2019) : l'inspecteur Hamish Slorach (5 épisodes)
  - Remedy (2014-2015) : Frank Kanaskie (19 épisodes)
  - Mon petit côté vampire (sv) (2023) : Rainey Dog

- Drew Powell dans :
  - Raising Hope (2012) : Warden (saison 2, épisodes 21 et 22)
  - True Blood (2012) : Ryder (saison 5, épisode 8)
  - Bones (2012) : Paulo Romano (saison 8, épisode 2)

- Rob Brownstein dans :
  - Major Crimes (2012) : M. Kelly (saison 1, épisode 2)
  - Young Sheldon (2021) : Malcolm Green (saison 4, épisode 14)
  - American Crime Story (2021) : Dr Bernard Lewinsky (saison 3)

- James MacDonald dans :
  - Castle (2013) : Benjamin Wade (saison 6, épisode 6)
  - Chicago Fire (2021) : Adam Perry (saison 10, épisode 5)
  - The Winchesters (2022) : Jimmy Mixon / Nato (épisode 4)

- Arye Gross dans :
  - Voilà ! (2000) : Ben
  - The Practice : Donnell et Associés (2000) : l'avocat de Walter Beck

- Rex Linn dans :
  - Le Fugitif (2000) : Karl Vasick (5 épisodes)
  - L'Arme fatale (2017-2018) : Nathan Riggs (saison 2)

- Mark Lewis Jones dans :
  - MI-5 (2003) : Mark Wooley
  - Mon petit renne (2024) : Gerry Dunn

- Antonio Milo dans : 
  - Police maritime (2005-2007) : Sante Lo Foco
  - Maltese (2017) : Saverio Mandara (mini-série)

- Steven Seagal dans :
  - Steven Seagal : Au service de la loi (en) (2009-2010) : lui-même (saisons 1 et 2)
  - True Justice (2010-2012) : Elijah Kane

- Jon Polito dans :
  - Bunheads (2012-2013) : Sal Russano (3 épisodes)
  - Modern Family (2014-2016) : Earl Chambers (3 épisodes)

- Peter Mackenzie (en) dans :
  - NCIS : Enquêtes spéciales (2012) : Jack Murdoch (saison 9, épisode 21)
  - Dahmer - Monstres : L'Histoire de Jeffrey Dahmer (2022) : M. Bartolio (mini-série)

- Jason Douglas dans :
  - Revolution (2013) : Garrett (saison 2)
  - Star-Crossed (2014) : Nox (épisodes 1 et 13)

- Alex Fernandez (en) dans :
  - Devious Maids (2013-2015) : Pablo Diaz (9 épisodes)
  - Good Trouble (2019-2023) : Hugo Martinez (7 épisodes)

- Tom Arnold dans :
  - Psych : Enquêteur malgré lui (2014) : Garth Mathers (saison 8, épisode 8)
  - NCIS : Nouvelle-Orléans (2016-2019) : Elvis Bertrand (4 épisodes)

- Adam Arkin dans :
  - State of Affairs (2015) : Victor Gantry (6 épisodes)
  - Fargo (2015) : Hamish Broker (saison 2)

- Jeffrey David Anderson dans :
  - Revenge (2015) : l'officier Schaefer (saison 4, épisodes 16 et 17)
  - Grey's Anatomy (2019) : Eddie (saison 16, épisode 6)

- Uwe Preuss (de) dans :
  - Un cas pour deux (2016) : Flugleiter Franke (saison 2, épisode 3)
  - The Signal (2024) : Rainer (mini-série)

- Larry Joe Campbell dans :
  - The Orville (2017) : le lieutenant-commandant Steve Newton (saison 1)
  - Chair de poule (2023) : le garde-forestier

- Bruno Amato dans :
  - American Housewife (2018-2019) : l'oncle Louie (4 épisodes)
  - Lucifer (2019) : Frank (saison 4, épisode 1)

- Bob Stephenson dans :
  - Just Add Magic (2018) : Adam Lever (saison 2)
  - Los Angeles : Bad Girls (2020) : Alex Winkles (saison 2, épisode 5)

- Delaney Williams dans :
  - Ray Donovan (2018-2020) : R. Gregory Scholl (5 épisodes)
  - MacGyver (2020) : Leonard Hawkes (saison 4, épisode 9)

- Brian Goodman (en) dans :
  - I Know This Much Is True (2020) : Al (mini-série)
  - Liaison fatale (2023) : Arthur Tomlinson (mini-série)

- David Figlioli dans :
  - Penny Dreadful: City of Angels (2020) : Randolph (4 épisodes)
  - NCIS : Los Angeles (2023) : Rondel Fryer (saison 14, épisode 14)

- Gavin Spokes dans :
  - Harry Palmer : The Ipcress File (2022) : Terry (mini-série)
  - House of the Dragon (2022) : Lord Lyonel Strong (saison 1)

- 1989-2020 : Les Feux de l'amour : Paul Williams (Doug Davidson) (2e voix)
- 1993-1998 : Babylon 5 : Morden (Ed Wasser (en))
- 1994-1995 : Models Inc. : Eric Dearborn (David Goldsmith (en))
- 1995 : Urgences : Dr William Swift (Michael Ironside)
- 1995 : Diagnostic : Meurtre : le lieutenant Buck Denton (Sam J. Jones)
- 1997-2004 : The Practice : Donnell et Associés : le juge Rodney White (Herb Mitchell (en))
- 1999-2005 : Amy : Sean Potter (Timothy Omundson)
- 2001-2002 : X-Files : Aux frontières du réel : Knowle Rohrer (Adam Baldwin) (5 épisodes)
- 2002 : Malcolm : Larry (Joel Murray) (saison 4, épisode 14)
- 2002 : Six Feet Under : Ramon (Ricardo Chavira) (saison 2)
- 2003-2006 : The Shield : Smitty Holts (V. J. Foster)
- 2004 : JAG : Morris Renfield (Christopher Neiman)
- 2004-2005 : Stargate SG-1 : l'agent Jennings (Lucas Wolf)
- 2006 : Veronica Mars : Cormac Fitzpatrick (Jason Beghe)
- 2007-2009 : Skins : Jim Stonem (Harry Enfield) (9 épisodes)
- 2008 : True Blood : René Lenier (Michael Raymond-James)
- 2008 : La Menace Andromède : le colonel James C. Ferrus (Justin Louis) (mini-série)
- 2009 : Castle : Dr Cameron Talbot (Reed Diamond)
- 2009 : Durham County : Glen Stuckey (Mike Dopud)
- 2009 : Brothers and Sisters : Walter Geary (Jim Gleason)
- 2011 : Injustice : Malcolm Arnold (John Warnaby (en)) (mini-série)
- 2012 : The Listener : Whelan (James Allodi (en))
- 2012 : DCI Banks : Gareth Lambert (David Westhead)
- 2012 : Downton Abbey : Craig (Jason Furnival) (saison 3)
- 2013 : Mentalist : Francisco Navarro (Harry Groener)
- 2013 : Boardwalk Empire : Lawrence Eisley (Ian Blackman) (saison 4, épisode 5)
- 2013-2014 : Glee : le superintendant Bob Harris (Christopher Cousins) (1re voix, saison 5)
- 2013-2021 : Brooklyn Nine-Nine : le lieutenant Michael Hitchcock (Dirk Blocker) (153 épisodes)
- 2014 : Taxi Brooklyn : Bobby DelVeccio (Anthony Reimer)
- 2014 : House of Cards : Daniel Lanagin (Gil Birmingham) (saison 2)
- 2015-2016 : Blunt Talk : Dr Mendelson (Fred Melamed)
- 2016 : Luke Cage : Damon Boone (Clark Johnson)
- 2016 : American Horror Story : l'officier Connel (Colby French) (saison 6)
- 2016-2017 : Wanted : Ray Stanton (Nicholas Bell (en)) (10 épisodes)
- 2016-2019 : The Crown : Alan « Tommy » Lascelles (Pip Torrens) (17 épisodes)
- 2016-2021 : Lucifer : Lee Garner (Jeremiah Birkett) (5 épisodes)
- 2017 : The Punisher : le colonel Morty Bennett (Andrew Polk)
- 2017 : APB : Alerte d'urgence : Raymond Hauser (Kevin Chapman)
- 2017 : Berlin Station : Joseph Emmerich (Heino Ferch) (saison 2)
- 2017 : Loaded : Leslie dit « l'Empereur » (Michael Brandon) (3 épisodes)
- 2017 : Preacher : voix additionnelles (saison 2)
- 2017-2020 : Suburra, la série : Saverio Guerri (Alessandro Bernardini) (20 épisodes)
- 2018 : Siren : l'amiral Harrison (Anthony Harrison)
- 2018 : La Foire aux vanités : Michael O'Dowd (Patrick FitzSymons) (mini-série)
- 2018 : Börü (en) : Turgut Atalay (Gürol Tonbul) (mini-série)
- 2018 : Bad Blood : Gaetan, le responsable des docks (Alain Goulem) (saison 2)
- 2018 : Jack Ryan : Joe Mueller (Victor Slezak (en)) (saison 1, épisode 2)
- 2018 : Si je ne t'avais pas rencontrée : le manager [Qui ?]
- 2018-2020 : Yellowstone : Ben Waters (Atticus Todd) (10 épisodes)
- 2019 : Los Angeles : Bad Girls : Frank Leon (Billy Malone) (saison 1)
- 2019 : Proven Innocent (en) : Duncan (James Farruggio) (7 épisodes)
- 2019 : Quatre mariages et un enterrement (en) : George (Rupert Vansittart) (mini-série)
- 2019 : Knightfall : Jacques de Molay (Matthew Marsh) (saison 2)
- 2019 : Géométrie de la mort : Wasiak (Redbad Klijnstra-Komarnicki)
- 2019 / 2021 : Cobra Kai : Bobby (Ron Thomas) (saison 2, épisode 6 et saison 3, épisode 3)
- 2020 : AJ and the Queen : Clem (E.E. Bell)
- 2020 : Miracle Workers : Frank (James M. Connor (en))
- 2020 : Allô la Terre, ici Ned (en) : Andy Richter (Andy Richter) (épisode 1)
- 2020 : Tommy (en) : Lou Woods (John Bedford Lloyd) (3 épisodes)
- 2020 : October Faction : Chester Weiss (Paul Braunstein) (3 épisodes)
- 2020 : Professionals (en) : ? (?)
- 2020 : The A Word : Doug (Ian Puleston-Davies (en)) (saison 3, épisode 5)
- 2020 : Stargirl : Barry (Shaun Michael Lynch) (saison 1, épisode 4) et le coach Hank (Jason Kirkpatrick) (saison 1, épisode 6)
- 2020 : Fargo : le capitaine Martin Hanhuck (Guy Van Swearingen) (saison 4)
- 2021 : Goliath : le coach (Robert Patrick) (saison 4)
- 2021 : The Outpost : Tera (Milos Vojnovic) (14 épisodes)
- 2021 : The Morning Show : Curt Savage (Guilford Adams) (saison 2)
- 2021 : Blacklist : Huey Lewis (Huey Lewis) (saison 8, épisode 6)
- 2021 : Complètement à cran : Roger (Leif Andrée) (mini-série)
- 2021 : Bloodlands (en) : Patrick Keenan (Peter Ballance) (saison 1)
- 2021-2022 : Kevin Can F**k Himself (en) : Dr Gaetz (Alexander Cook) (saison 1, épisode 2 et saison 2, épisode 5)
- 2022 : WeCrashed : Bruce Dunlevie (Anthony Edwards) (mini-série)
- 2022 : Les Héritiers de la terre : Navarro (Fernando Albizu) (épisodes 1 et 2)
- 2022 : We Own This City : Thomas Allers (Bobby J. Brown) (mini-série)
- 2022 : Bang Bang Baby : Carmine Schioppa (Mattia Sbragia)
- 2022 : Devil in Ohio : Bill Untermyer (Alessandro Juliani) (mini-série)
- 2022 : Mike (en) : le commentateur télé (Logan Crawford) (mini-série)
- 2022 : The Boys : Lamar Bishop (Graham Gauthier) (saison 3, épisode 8)
- 2022 : The Offer : Jilly Rizzo (Ron Roggé) (mini-série)
- 2022 : Le Syndrome d'Helsinki (fi) : Harri Gustafsson (Eero Saarinen) (mini-série)
- 2022 : Mo : Nazeer (Kamal Zaid)
- 2022 : Harry Wild (en) : Ray Tiernan (Stuart Graham (en))
- 2022 : Hacks : Michael #2 (W. Earl Brown) (saison 2, épisodes 2 et 7)
- 2022 : A Friend of the Family : l'agent Richard McDaniel (Steven Sean Garland) (mini-série)
- 2022 : Les Enquêtes de Vera : John Batley (Alan Stocks) (saison 11, épisode 6)
- 2022 : So Help Me Todd (en) : ? (?)
- 2022 : Miss Scarlet, détective privée (en) : Monro (Ian Pirie) (saison 2)
- 2022-2023 : Billy the Kid : le shérif William Brady (Bill MacDonald) (6 épisodes)
- 2022-2023 : Amour, Gloire et Beauté : Stephen Logan (Patrick Duffy) (2e voix, 7 épisodes)
- 2023 : La Diplomate : ? (?)
- 2023 : La Vie mensongère des adultes : Mariano (Biagio Forestieri) (mini-série)
- 2023 : Les Muppets Rock (en) : Cheech Marin (Cheech Marin) (épisode 4)
- 2023 : Hijack : Neil (Neil Stuke (en))
- 2023 : Platonic : Frank Schaeffer (Michael Kostroff)
- 2023 : How I Met Your Father : Robert McGuire (John Corbett) (saison 2)
- 2023 : Hasta el cielo : La série (es) : Mateo (Mario Bolaños (es))
- 2023 : Les Patients du docteur García (es) : Gabino de la Fuente (Toni Sevilla (es))
- 2023 : Justified: City Primeval : l'US marshal Greg Sutter (David Koechner) (mini-série)
- 2023 : Thérapie, adapté du roman de Sebastian Fitzek (de) : Pr Gessl (Axel Milberg)
- 2023 : La Maison allemande (de) : Dr Josef Hartlieb (Thomas Lawinky (de)) (mini-série)
- 2023 : Une famille presque normale (sv) : John Alverland (Rasmus Troedsson (sv)) (mini-série)
- 2024 : Griselda : Rodney (Michael Andrew Baker) (mini-série)
- 2024 : Manhunt (en) : le juge en chef (Alphie Hyorth) (mini-série)
- 2025 : Reacher : Zachary Beck (Anthony Michael Hall) (saison 3)
- 2025 : Secrets We Keep (de) : Carl, le chef (Henrik Prip (de)) (mini-série)

#### Documentaires
- 2019 : American Factory: Un milliardaire chinois en Ohio

#### Séries d'animation
- 1993-1998 : Animaniacs : Garou le Loup
- 1994-1997 : Gargoyles, les anges de la nuit : Jeffrey Robbins
- 1996-2004 : Hé Arnold ! : Monsieur Green et Monsieur Hyung
- 1999-2000 : Starship Troopers : le lieutenant Bernstein
- 1999-2001 : Batman, la relève : Procureur Sam Young
- 2001-2006 : La Ligue des justiciers : le sergent Rock
- 2002-2004 : Ozzy et Drix : Drix
- 2005-2008 : Ben 10 : Phil et le lieutenant Steel
- 2006 : Monster : Maurer
- 2008-2009 : Spectacular Spider-Man : Dr Curt Connors / Le Lézard
- 2011 : MaxiMini : Karm
- 2013-2014 : Star Wars: The Clone Wars : Ki-Adi Mundi (2e voix, saisons 5 et 6)
- 2018 : Back Street Girls : le capitaine
- 2019 : Trailer Park Boys : Steve Rogers
- 2021 : Star Wars: Visions : le premier bandit (saison 1, épisode 1), un stormtrooper (saison 1, épisode 3), le narrateur (saison 1, épisode 5)
- depuis 2024 : Batman, le justicier masqué : Harvey Bullock[n 3]
- 2025 : Moonrise (en) : Richard

### Jeux vidéo
- 2010 : Metro 2033 : Oulman et plusieurs survivants
- 2011 : The Elder Scrolls V: Skyrim : le général Tullius
- 2012 : Call of Duty: Black Ops II : Salvatore « Sal » DeLuca
- 2013 : Metro: Last Light : Oulman
- 2014 : Far Cry 4 : voix additionnelles
- 2014 : Watch Dogs + (DLC : Bad Blood) : voix additionnelles
- 2014 : Assassin's Creed Rogue : Jenkins
- 2015 : Assassin's Creed Syndicate : Crawford Starrick
- 2015 : Lego Jurassic World : Robert Muldoon
- 2015 : Tom Clancy's Rainbow Six: Siege : Thermite
- 2015 : Star Wars Battlefront : voix additionnelles
- 2016 : Final Fantasy XV : voix additionnelles
- 2016 : Watch Dogs 2 : voix additionnelles
- 2017 : Assassin's Creed Origins : voix additionnelles
- 2017 : La Terre du Milieu : L'Ombre de la guerre : voix additionnelles
- 2018 : Far Cry 5 : le shérif Earl Whitehorse
- 2018 : The Crew 2 : Emmet
- 2018 : Assassin's Creed Odyssey : Darius (DLC L'Héritage de la première lame)
- 2019 : Star Wars Jedi: Fallen Order : Greez Dritus
- 2020 : Resident Evil 3 Remake : Dario Rosso
- 2020 : Assassin's Creed Valhalla : Gunnar
- 2020 : Call of Duty: Black Ops Cold War : Stitch
- 2020 : Cyberpunk 2077 : Mateo, Thompson et voix additionnelles
- 2021 : Far Cry 6 : ?
- 2022 : Dying Light 2 Stay Human : ?
- 2022 : Lost Ark : Valtan
- 2023 : Advance Wars 1+2: Re-Boot Camp : ?
- 2023 : Star Wars Jedi: Survivor : Greez Dritus
- 2023 : Final Fantasy XVI : le maréchal Eugen Havel, Brennan et voix additionnelles
- 2023 : Cyberpunk 2077 : Phantom Liberty : Charles
- 2023 : Avatar: Frontiers of Pandora : ?
- 2024 : Batman: Arkham Shadow (en) : Zurawski et John Demarco
- 2024 : Dead Rising Deluxe Remaster : Cletus Samson